# قناة النجاح
قناة النجاح هي الثوب الجديد لقناة سمارت واي (بالإنجليزية: smart way)‏، وقد بدأت كأول قناة متخصصة في التدريب وعلوم التنمية البشرية ثم تحولت بعد ذلك أيضاً لتصبح أول قناة استشارات في العالم العربي عندما تولى إدارتها الإعلامي والمخرج المصري محمد أبو العينين لتقدم كل ما يهم المشاهد العربي في مجالات الطب والقانون والاقتصاد والدين وغيرها من المجالات الاستشارية والقانونية.